# Morpho niepelti
Espèce
Morpho niepelti est une espèce d'insectes lépidoptères (papillons) qui appartient à la famille des nymphalidés, sous-famille des Morphinae, à la tribu des Morphini et au genre Morpho.

## Systématique
L'espèce Morpho niepelti a été décrite par Julius Röber en 1927 sous le nom initial de Morpho theseus staudingeri.

## Description
Morpho niepelti est un grand papillon aux ailes antérieures à bord externe concave et au bord externe des ailes postérieures très festonné. Le dessus est bleu plus ou moins foncé avec une bande marginale très foncée comme la bande qui longe les deux tiers du bord costal des ailes antérieures des ailes antérieures.
Le revers est marron orné d'une ligne d'ocelles.

## Liste des sous-espèces
Selon BioLib (9 mai 2021) :
- sous-espèce Morpho niepelti antioquiensis Rodríguez & Rodríguez, 2014
- sous-espèce Morpho niepelti niepelti Röber, 1927

## Écologie et distribution
Morpho niepelti est présent en Colombie et en Équateur,.

### Protection
Pas de statut de protection particulier.